# اندیس چرکت زنگولی
چرکت زنگولی یک اندیس فلزی است که در حوالی شهر کیاسر استان مازندران قرار دارد و مادهٔ معدنی موجود در آن، سرب و روی است.  